# Ottendichl
Ottendichl ist ein Stadtteil von Haar im oberbayerischen Landkreis München. 

## Geographie
Das Pfarrdorf liegt östlich von Salmdorf an der Bundesstraße 471 direkt am Autobahnkreuz München-Ost.

## Geschichte
Ottendichl wird im Jahr 981 erstmals urkundlich erwähnt. Die spätgotische Pfarrkirche St. Martin wurde um das Jahr 1475 errichtet, nachdem die kleinere, romanische Kirche abgerissen worden war. Sie wurde um 1697 barock umgestaltet.
Im Zuge der Neuordnung Bayerns (Gemeindeedikt von 1818) wurden die Orte Ottendichl und Eglfing der neuen Gemeinde Feldkirchen zugeordnet. Die beiden Orte kamen 1849 auf Drängen der Einwohner zur Gemeinde Salmdorf. Die Gemeinde Salmdorf blieb im ganzen 19. Jahrhundert recht klein: eine Gemeindebeschreibung von 1875 zählt 57 Häuser mit 367 Einwohnern, davon zählte Ottendichl 88 Einwohner.
Erst mit der Eröffnung der Bahnstation Haar an der Strecke München – Rosenheim konnte die Gemeinde wachsen: 1900 waren es bereits 61 Häuser mit 472 Einwohnern. Im Zuge des Baues und der Eröffnung der damaligen Kreisirrenanstalt in Eglfing, des jetzigen Isar-Amper-Klinikums München-Ost, im Jahre 1905 wuchs die Gemeinde zügig: 1917 hatte die Gemeinde Salmdorf bereits 3666 Einwohner.
Am 29. April 1924 wurde die Gemeinde Salmdorf in Haar umbenannt, seither zählt Ottendichl zur Gemeinde Haar.
Im Oktober 1939 wurde der vor allem militärisch genutzte Flughafen München-Riem in direkter Nachbarschaft eröffnet. Gegen Ende des Zweiten Weltkriegs waren Ottendichl und Salmdorf einer großen Gefährdung durch Bombardierung ausgesetzt, da die Anlage einer Umgehungsstraße erfolgte, die zur Abstellung u. a. der strahlgetriebenen Messerschmitt Me 262 des Jagdverband 44 von Adolf Galland verwendet wurde. Einer der schlimmsten Bombenangriffe erfolgte am 22. September 1944.
Die Schließung des benachbarten Flughafens München-Riem im Jahr 1992 hat zu einer besseren Lebensqualität der Bewohner geführt. In den folgenden Jahren entstand auf dem Flughafengelände der Münchner Stadtteil Messestadt Riem mit dem Einkaufszentrum Riem Arcaden und dem Landschaftspark Riemer Park.
Die katholische Pfarrei St. Martin in Ottendichl ist heute Mitglied im Pfarrverband Haar.